# سوزنی (آسیای میانه)

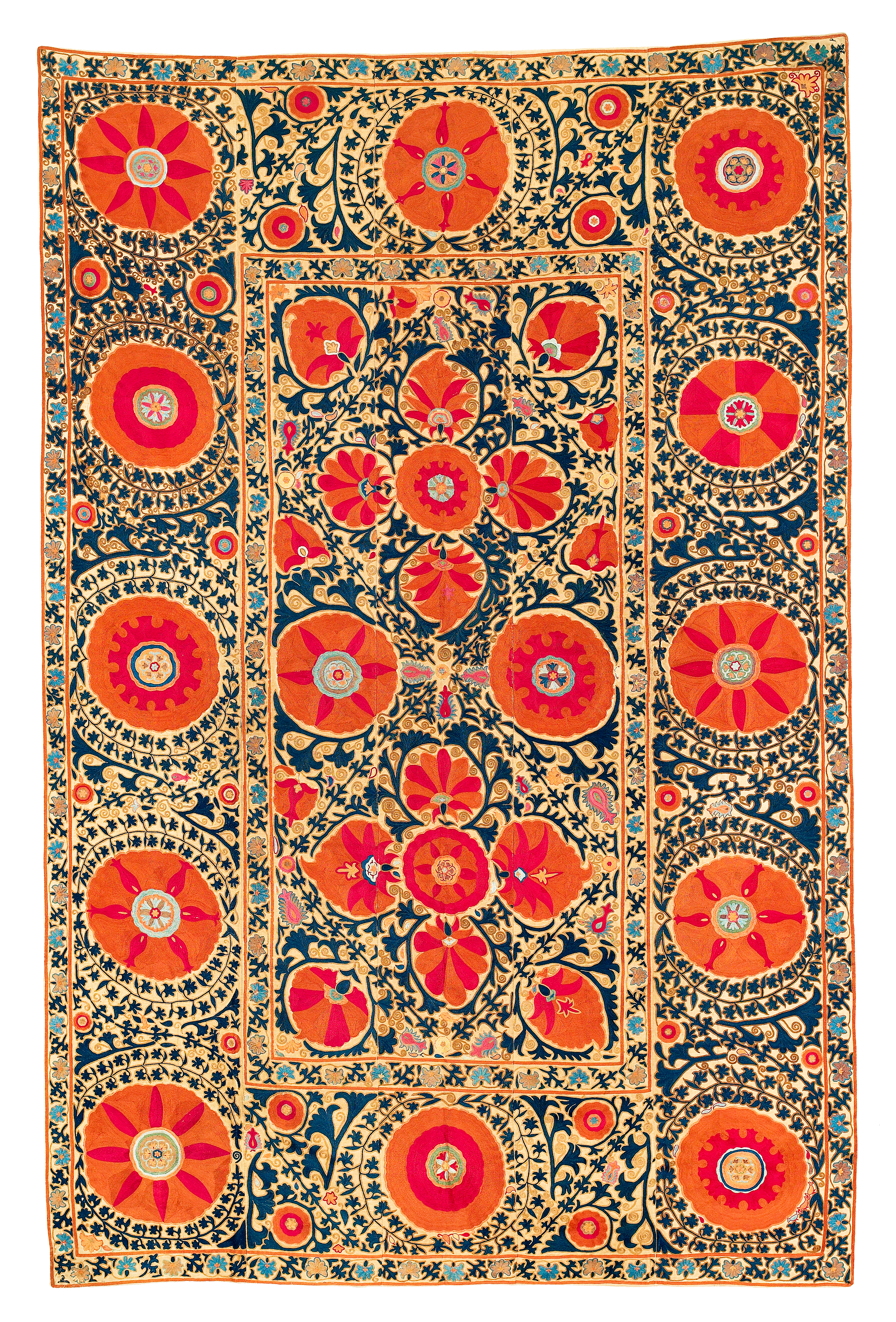
سوزنی کرمینه، نیمه اول سده نوزدهم، ازبکستان. شکوفه‌های بزرگ به رنگ‌های قرمز، نارنجی، بادمجانی ک رنگ و آبی روشن، جلای فلزی مشخص گلدوزی‌های کرمینه را نشان می‌دهد.

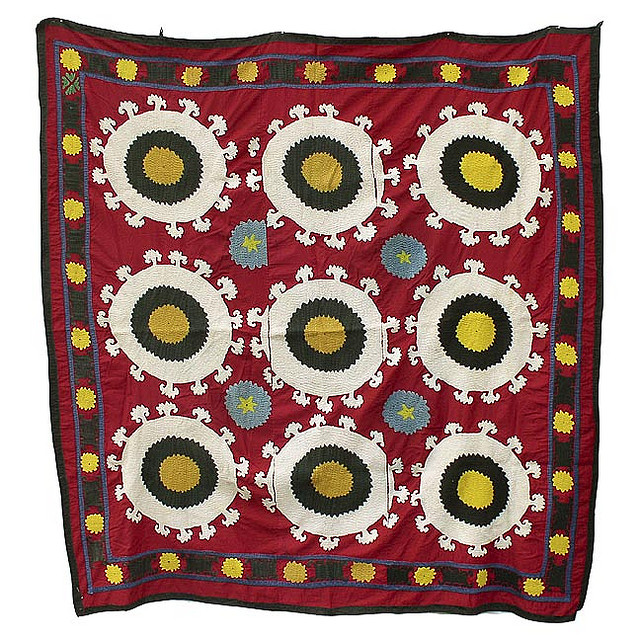
پارچه عروسی سوزنی ازبکی

سوزنی نوعی منسوجات عشایری گلدوزی و تزیینی است که در تاجیکستان، ازبکستان، قزاقستان و دیگر کشورهای آسیای میانه تولید می‌شود. این هنر شبیه به هنر سوزن‌دوزی در ایران است. سوزنی‌ها بسیار ظریف هستند و نمونه‌های بسیار کمی از پیش از اواخر سده ۱۸ و اوایل سده ۱۹ باقی مانده‌است.

## انواع

تمبرهای سوزنی
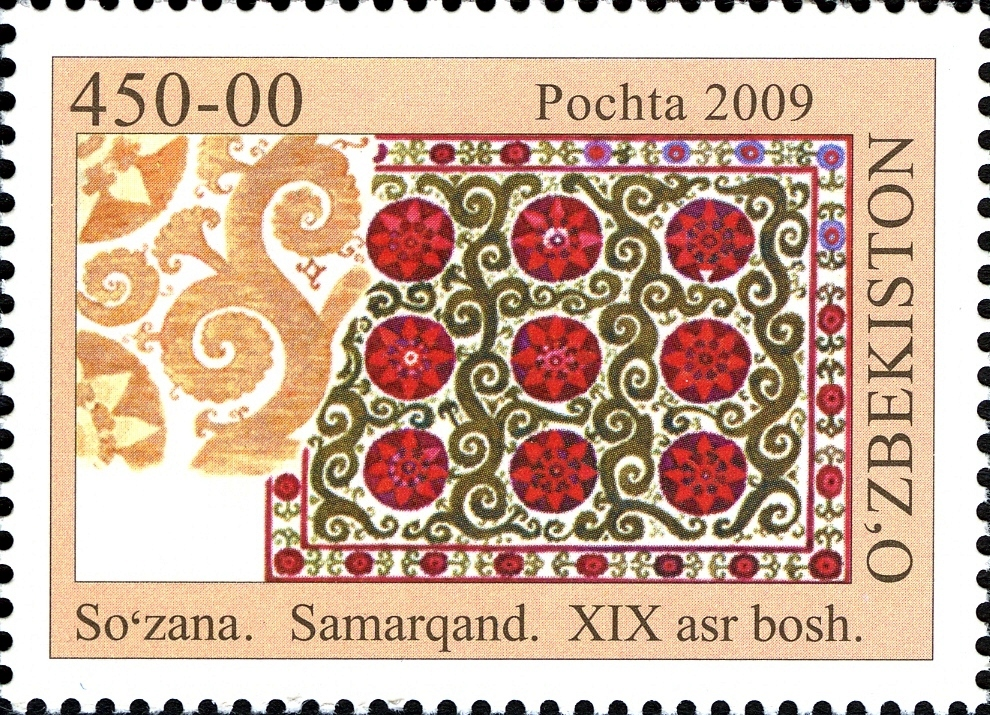
سوزنی بخارا
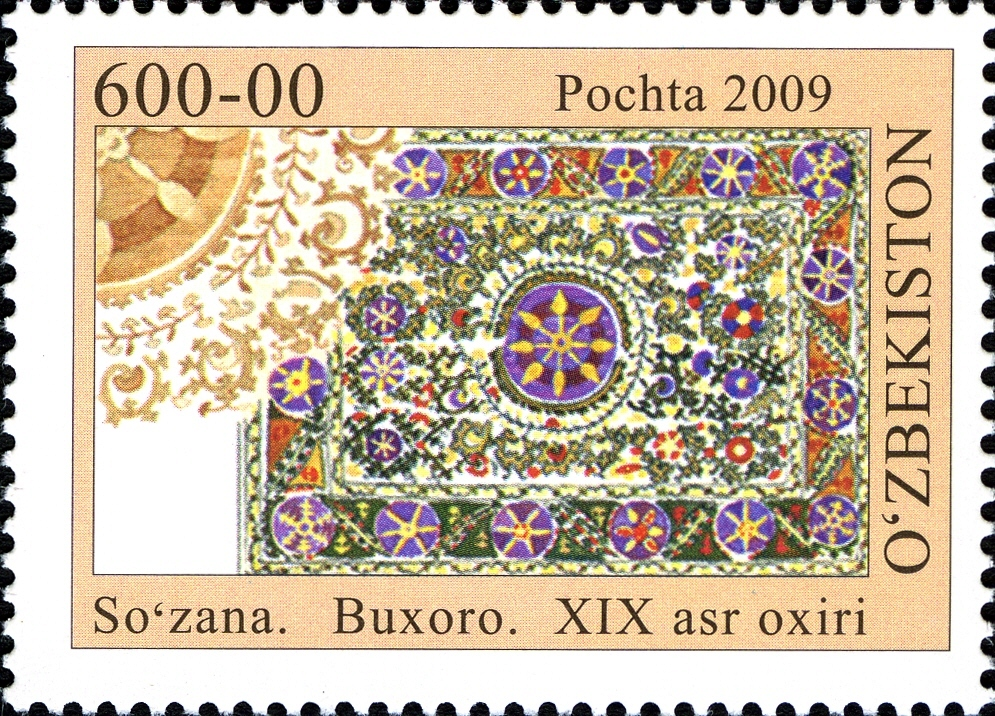
سوزنی خجند
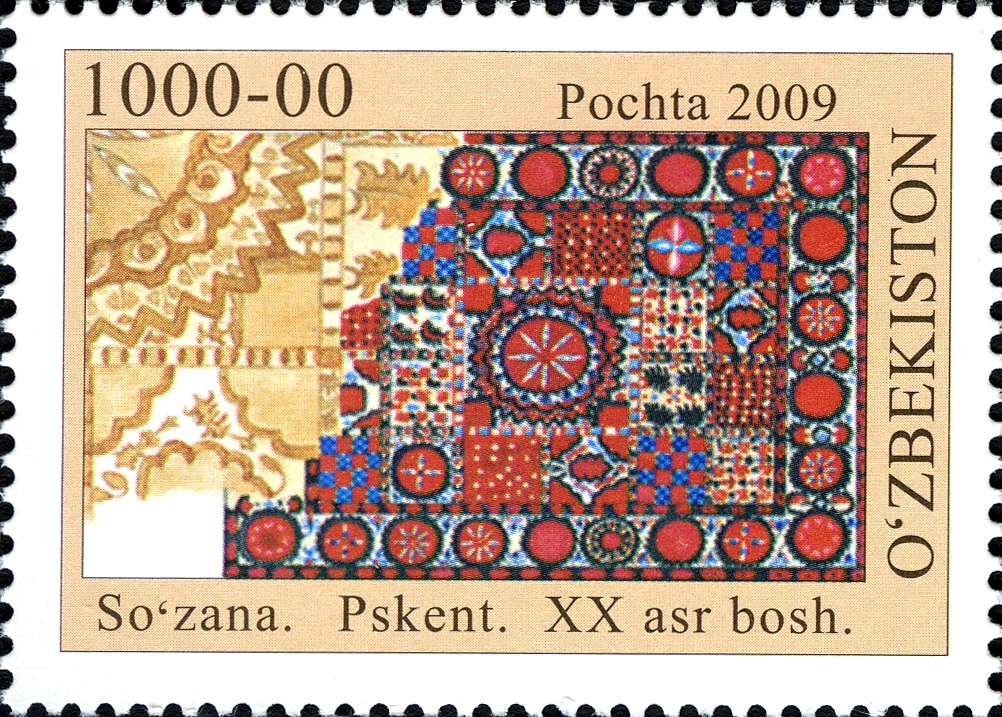
سوزنی لاکای
- سوزنی نورعطا
- سوزنی پسکند
- سوزنی سمرقند
- سوزنی شهرسبز
- سوزنی تاشکند
- سوزنی استروشن

- تمبرهای سوزنی
- سوزنی سمرقند
- سوزنی بخارا
- سوزنی پسکند